# Calmar (Iowa)
Calmar è una città degli Stati Uniti d'America, situata nello Stato dell'Iowa, nella contea di Winneshiek.